# Sericolea decandra
Sericolea decandra är en tvåhjärtbladig växtart som beskrevs av Albert Charles Smith. Sericolea decandra ingår i släktet Sericolea och familjen Elaeocarpaceae. Inga underarter finns listade i Catalogue of Life.